# Deoli (Delhi)
Deoli è una suddivisione dell'India, classificata come census town, di 119.432 abitanti, situata nel distretto di Delhi Sud, nello territorio federato di Delhi. In base al numero di abitanti la città rientra nella classe I (da 100.000 persone in su).

## Geografia fisica
La città è situata a 28° 30' 08 N e 77° 13' 43 E.

## Società

### Evoluzione demografica
Al censimento del 2001 la popolazione di Deoli assommava a 119.432 persone, delle quali 66.575 maschi e 52.857 femmine. I bambini di età inferiore o uguale ai sei anni assommavano a 22.274, dei quali 11.759 maschi e 10.515 femmine. Infine, coloro che erano in grado di saper almeno leggere e scrivere erano 76.845, dei quali 48.475 maschi e 28.370 femmine.